# Sablières
Sablières település Franciaországban, Ardèche megyében. Lakosainak száma 166 fő (2022. január 1.). Sablières Borne, Dompnac, Loubaresse, Malarce-sur-la-Thines, Montselgues, Saint-André-Lachamp, Saint-Mélany és Saint-Pierre-Saint-Jean községekkel határos.

## Népesség
A település népessége az elmúlt években az alábbi módon változott:
| Lakosok száma | 200  | 130  | 149  | 138  | 135  | 152  | 164  | 177  | 174  | 166  |
|               | 1968 | 1982 | 1990 | 2006 | 2013 | 2015 | 2017 | 2019 | 2020 | 2022 |